# Campeonato USF Pro 2000
El Campeonato USF Pro 2000 (conocido anteriormente como Star Mazda Championship, Pro Mazda Championship e Indy Pro 2000) es un de campeonato de automovilismo de velocidad para monoplazas disputados principalmente en Estados Unidos. Debía inicialmente su nombre, al hecho de utilizar para la competición, prototipos fabricados por la empresa Star Engineering. Los automóviles están equipados con un motor Wankel atmosférico de 1,3 litros de cilindrada y 250 CV de potencia máxima, chasis de fibra de carbono, caja de cambios secuencial de seis marchas y neumáticos Goodyear.
Comenzó en 1991 como un conjunto de campeonatos regionales bajo el nombre de Star Mazda. En 1999, la International Motor Sports Association comenzó a organizar un campeonato nacional, que atraía a pilotos del Skip Barber National Championship y provee a la Fórmula Atlantic; las tres categorías han formado parte del programa de desarrollo de pilotos de Mazda.

## Historia
Antes de que el Campeonato Nacional U.S. Pro 2000 se creare, en 1991 estaba el Campeonato Star Mazda. En 2010, la Star Mazda se incorporó a Road to Indy, una pirámide de campeonatos de monoplazas que culmina en la IndyCar Series, ubicándose por encima de la US F2000 y debajo de la Indy Lights. INDYCAR LLC pasó a fiscalizar el campeonato en 2011.
El Campeonato Star Mazda dejó de operar en 2012 después de 22 años. Andersen Promotions fundó lo que ahora es Campeonato Nacional U.S. Pro 2000 en diciembre de 2012 para reemplazar el vacío dejado por Star Mazda. 
Los graduados más importantes del campeonato incluyen a Oliver Askew, Conor Daly, James Hinchcliffe, Sage Karam, Kyle Kirkwood, Patricio O'Ward, Graham Rahal y Rinus VeeKay, así como al actual campeón de Indy Lights, Linus Lundqvist.

## Campeones
| Año                     | Piloto                  |
| Star Mazda Championship | Star Mazda Championship |
| ----------------------- | ----------------------- |
| 1999                    | Joey Hand               |
| 2000                    | Bernardo Martinez       |
| 2001                    | Scott Bradley           |
| 2002                    | Guy Cosmo               |
| 2003                    | Luis Schiavo            |
| 2004                    | Michael McDowell        |
| 2005                    | Raphael Matos           |
| 2006                    | Adrian Carrio           |
| 2007                    | Dane Cameron            |
| 2008                    | John Edwards            |
| 2009                    | Adam Christodoulou      |
| 2010                    | Conor Daly              |
| 2011                    | Tristan Vautier         |
| 2012                    | Jack Hawksworth         |
| Pro Mazda Championship  |                         |
| 2013                    | Matthew Brabham         |
| 2014                    | Spencer Pigot           |
| 2015                    | Santiago Urrutia        |
| 2016                    | Aaron Telitz            |
| 2017                    | Victor Franzoni         |
| 2018                    | Rinus VeeKay            |
| Indy Pro 2000           |                         |
| 2019                    | Kyle Kirkwood           |
| 2020                    | Sting Ray Robb          |
| 2021                    | Christian Rasmussen     |
| 2022                    | Louis Foster            |
| Campeonato USF Pro 2000 |                         |
| 2023                    | Myles Rowe              |

## Circuitos
| - Austin (2013) - Autobahn (2009-2010) - Barber (2011-2012, 2014-2016) - Baltimore (2011-2012) - Charlotte (2000) - Cleveland (2007) - Edmonton (2012) - Heartland Park Topeka (1999) - Houston (2006-2007, 2013-2014) - Indianapolis Motor Speedway (2014-2016) - Indianapolis Raceway Park (2010-2016) - Iowa (2009-2012, 2015) - Laguna Seca (2000-2012, 2015-2016) | - Las Vegas (1999-2000) - Lime Rock Park (2004) - Mid-Ohio (2002, 2004-2006, 2013-2016) - Miller (2006-2009) - Milwaukee Mile (2006, 2009, 2011, 2013-2014) - Montreal (2005-2006) - Mosport Park (2000-2011, 2013) - Nazareth (2003) - New Jersey (2008-2010) - New Orleans (2015) - Phoenix (2004) - Pikes Peak (1999, 2002, 2005) - Portland (1999-2001, 2004-2008) | - Road America (2002-2008, 2010, 2016) - Road Atlanta (1999-2010, 2012) - San Petersburgo (2010-2016) - Sears Point (1999-2005, 2011, 2014) - Sebring (1999, 2001-2010) - Texas (2000-2001) - Toronto (2007, 2012-2013, 2015-2016) - Trois-Rivières (2005-2013) - Virginia (2007, 2009) - Washington (2002) - Watkins Glen (2008) |